# アンジュの弦想
『アンジュの弦想』（アンジュのげんそう）は山口理恵のアルバム。2011年10月20日にflying DOG（JVCエンタテインメント）から発売。

## 概要
自身の誕生日にリリースした初のアルバム。トラック11以降はシングル収録曲以外の歌唱曲のインストバージョンとして収録。

## 批評
CDジャーナルは「菊地創（eufonius）や沢田聖子らの作家陣を迎え、自身も作詞に挑戦した意欲作。彼女のナレーションも随所に挿入される、物語性の高い構成にも注目」と評した 。

## 収録曲
1. ヴァージニティー（原曲：レベッカ）
作詞：宮原芽映　作曲：土橋安騎夫　編曲：菊地創
2. Strings #1（モノローグ）
3. 響鳴のカルディエラ
作詞：riya　作曲・編曲：菊地創
『なすなか理恵のなまきがえ♪』テーマソング
4. Embrace the Night
作詞：山口理恵　作曲・編曲：柿島伸次
PSP『戦律のストラタス』 エンディング・テーマ
5. ボクの空
作詞：山口理恵　作曲・編曲：菊地創
6. Strings #2
7. Eternally
作詞：唐沢美帆　作曲：KOUTAPAI　編曲：菊地創
8. 大切なこと
作詞・作曲：沢田侑希[3]　編曲：柿島伸次
9. Strings #3
10. 君がくれた飴
作詞：山口理恵　作曲・編曲：manzo
シングル「気づいてゾンビさま、私はクラスメイトです」カップリング曲
11. ヴァージニティー（KARAOKE MIX）
12. 響鳴のカルディエラ（KARAOKE MIX）
13. Embrace the Night（KARAOKE MIX）
14. ボクの空（KARAOKE MIX）
15. Eternally（KARAOKE MIX）
16. 大切なこと（KARAOKE MIX）